# Torpeda Mark VII Aircraft Torpedo
Mark VII Aircraft Torpedo – pierwsza amerykańska torpeda opracowana z przeznaczeniem do zrzutu z samolotów. Mark VII Aircraft Torpedo powstała w latach 20. XX wieku przez modyfikację opracowanej dla okrętów podwodnych torpedy Mark VII.